# Ducat de Nemours
Nemours fou una senyoria al Gâtinais a mig camí entre Fontainebleau i Château-Landon, a la riba esquerra del riu Loing. La població hauria estat fundada vers 1120/1130 i va florir a causa d'un hospici pels pelegrins que anaven a la vila per curar-se amb les relíquies portades des de Palestina. La senyoria estava situada al sud de la de Milly i al nord del vescomtat de Château-Landon. Els senyors van gaudir de diversos alts càrrecs a la cort de Lluís VII de França i alguns dels membres de la família foren bisbes i notables eclesiàstics als segles xii i xiii, però la família es va arruïnar per la seva participació en la croada, que els va obligar a vendre castells i terres. El 1276 la senyoria fou venuda per Felip III de Nemours a Felip III de França.
El 1404 el rei Carles VI de França la va erigir en ducat pairia i fou concedida al rei de Navarra a canvi de territoris a Xampanya i Vexin. Va tenir diversos posseïdors i fou heretada per una branca jove de la casa de Savoia i no va tornar a la corona fins al 1657. El 1689 fou donada a la casa d'Orleans que va tenir el ducat fins a la revolució.

## Senyors de Nemours
- Ursó, ?-1147 possible fill de Folc vescomte de Château-Landon, mort a Palestina el 1147: casat amb Avelina de Montfaucon
- Hervé 1147 (mort a Palestina 1147) (fill)
- Avelina 1147-1196 (germana)
- Gautier de Villebéon, senyor consort de Nemours, gran camarlenc de França, mort el 1205 (casat en segones noces el 1198 amb Persois)
- Felip I (mort a Acre el 18 de febrer de 1191) (fill), casat vers 1175 amb Avelina de Milly (mort el 1191)
- Gautier II 1196-1221 o 1222 (fill)
- Felip II 1222-1255 (fill): casat amb Margarita du Plessis-Saint-Jean (morta vers 1225), casat en segones noces el 1232 amb Eglantina, casat en terceres noces amb Isabel de la Haye-Passavant
- Gautier III 1255-1270 (fill amb la primera dona), casat amb Alix
- Felip III 1270-1276 (germà, fill de la segona dona)
- Joan (usufructuari vitalici 1276-1285) senyor de Guercheville i Nemours, canonge a Saint-Maurice de Tours (1257)

## Ducs de Nemours

### Casa d'Évreux-Navarre
- 1404 - 1425: Carles el Noble (1361-1425), rei de Navarra de 1387 a 1425 comte d'Évreux de 1387 a 1400

### Casa de Borbó
- 1425 - 1464: Elionor de Borbó (1412 - mort després de 1464), neta del precedent, filla de Jaume II de Borbó comte de la Marca, i de Beatriu d'Évreux-Navarre.

casada el 1429 a Bernat d'Armanyac (1400 -1462), comte de Pardiac

### Casa d'Armanyac
- 1464 - 1477: Jaume d'Armagnac (mort el 1477), fill

casat amb Lluïsa d'Anjou (1445 - 1477)
El 1477, Jaume d'Armanyac fou jutjat per traïció i executat, i els seus béns foren confiscats, però el rei Carles VIII de França va entregar Nemours al fill Joan d'Armanyac el 1483
- 1484 - 1500: Joan d'Armanyac (1467-1500), fill gran de Jaume i Lluïsa d'Anjou
- 1500 - 1503: Lluís d'Armanyac (1472-1503), fill segon de Jaume i Lluïsa d'Anjou

A la seva mort el ducat va retornar a la corona.

### Casa de Foix
El 1507, el rei Lluís XII de França el va donar al seu nebot Gastó de Foix:
- 1507 - 1512: Gastó de Foix (1489 - 1512), comte d'Étampes i duc de Nemours, fill de Joan de Foix, comte d'Étampes, i de Maria d'Orleans.

A la seva mort Nemours retornà altre cop a la corona francesa.

### Casa de Mèdici
El 1515, el rei Francesc I de França el va donar a Julià de Mèdici :
- 1515 - 1516: Julià de Mèdici (1478 - 1516)

Altre cop a la seva mort Nemours va retornar a la corona.

### Casa de Savoia
En 1528, el rei Francesc I de França el va donar a Felip de Savoia :

- 1528 - 1533: Felip de Savoia-Nemours (1490 - 1533)

casat el 1528 amb Carlota de Longueville (1512 - 1549)
- 1533 - 1585: Jaume de Savoie-Nemours (1531 - 1585), fill

casat el 1566 amb Anna d'Este (1531 - 1607)
- 1585 - 1595: Carles Manel de Savoia-Nemours (1567 - 1595), fill
- 1595 - 1632: Enric I de Savoia-Nemours (1572 - 1632), germà

casat el 1618 amb Anna de Lorena, duquessa d'Aumale (1600 - 1638)
- 1632 - 1641: Lluís de Savoia-Nemours (1615 - 1641), fill
- 1641 - 1652: Carles Amadeu de Savoia-Nemours (1624 - 1652), germà. Casat el 1643 amb Elisabet de Borbó, senyoreta de Vendôme (1614 - 1664)

- 1652 - 1657: Enric II de Savoia-Nemours (1625 - 1659), arquebisbe de Reims, germà; casat el 1657 amb Marie Anna de Longueville, duquessa d'Estouteville (1625 - 1707)

A la seva mort sense fills Nemours va retornar a la corona francesa (1657-1689 sota Lluís XIV de França).

### Casa d'Orleans
El rei Lluís XIV de França el va donar el 1689 al seu germà Felip de França (1640-1701), duc d'Orleans. Per aquesta via va arribar a Lluís Felip I de França, que el va cedir en assignació al seu fill.
- 1689 - 1701: Felip IV de Valois (1640 - 1701), fill del rei Lluís XIII de França
- 1701 - 1723: Felip III d'Orleans[1] (1674 - 1723), anomenat «el Regent», fill.
- 1723 - 1752: Lluís d'Orleans (1703 - 1752), fill
- 1752 - 1785: Lluís Felip d'Orleans (1725 - 1785), fill
- 1785 - 1793: Felip Igualtat (1747 - 1793), fill: Renuncia al seu patronímic i títol d'Orleans el 1792 i agafa el nom de Felip Igualtat.
- 1793 - 1830: Lluís Felip d'Orleans (1773 -1850)
- 1830 - 1896: Lluís d'Orleans (1814 -1896)

## Hereu legítim actual del títol
- Enric d'Orleans (1933), «comte de París»

### Títol de cortesia
- ?-1970 : Carles Felip d'Orleans (1905-1970), rebesnet agnàtic de Lluís d'Orleans (1814-1896)